# Чоха
Чоха е националният костюм на Грузия. Първоначално дрехата се е наричала талавари на грузински и името чокха е въведена от персийски, което означава „облекло от плат“. Чохата е направена от плътна тъкан и се разширява отдолу. Някои части на Кавказ също имат chokhas за жени. Чоха има три различни типа: Картл-Кахети, Хевсур и общата кавказка чоха. Културата на тези костюми предполага не само висококачествения текстил и способността да се изработи, но и начинът на носенето му. Чоха се комбинира заедно с подходящи обувки, шапка, изработена от овча кожа, колан със сребърни струни и ножна мушица. Той се използва широко от 9-ти век до 20-те години на миналия век. Днес хората все още го носят като символ на национална гордост при тържества и фестивали. Чоха е смятан за символ на смелост и всеки истински мъж е трябвало да притежава такава, но и в миналото, и днес, това облекло си остава скъпо удоволствие. Не всеки е можел да си позволи да носи чоха, особено селяните, те слагали само "архалуци".

### Хевсурули чоха
Смята се, че районът Хевсурети в типичната за Грузия чоха е най-близо до средновековната версия. Предимно е къса и има трапецовидни форми. Отпред има разкошни декорации и дупки отстрани, които продължават до кръста. Тези декорации на Khevsur chokha са предимно икони и кръстове.

### Картл-Кахети чоха
За разлика от Khevsur chokha, този е по-дълъг с подобни на триъгълник форми на гърдите, които разкриват вътрешния плат, подобен на риза, наречен arkhalukhi. От двете страни на гърдите има бандьолери - „джобове“, заредени с подобни на куршуми аксесоари, наречени masri.

### Обща кавказка чоха
Подобно на версията на Картл-Кахети, общата кавказка чоха в повечето случаи има различни декорации. Той има черни кожени колани, украсени със сребърни парчета и обикновено е по-дълъг от този на Картл-Кахети. Цветовете също могат да варират: има черно, бяло, синьо, сиво, червено или дори кафяво. Азерците го носят за изпълнение на своя жанр на народната музика, наречен мугам. Традиционно цветът на техния чоха определя възрастта на човека, който го носи.